# Pornhub
Pornhub ist eine Pornowebsite des kanadischen Unternehmens Aylo mit Hauptsitz in Montreal. Auf der Website werden pornografische Videos sowie Bilder zu unterschiedlichen Themen und in mehreren Sprachen angeboten. Die Plattform wurde wegen ihres Umgangs mit von Benutzern hochgeladenen illegalen Inhalten (etwa Aufnahmen von Minderjährigen) kritisiert.

## Geschichte

Manwin, später MindGeek, heute Aylo, übernahm 2010 Pornhub und gründete das Pornhub Network.

Die Website wurde am 25. Mai 2007 von dem Webentwickler Matt Keezer im kanadischen Montreal gegründet. Im März 2010 wurde Pornhub von Fabian Thylmann, dem Unternehmer des Medien- und IT-Unternehmens Manwin (heute Aylo) gekauft und übernommen. Daraufhin wurde das Pornhub Network gegründet, das unter anderen aus den Seiten Pornhub, YouPorn, RedTube, Tube8, PornMD, Thumbzilla, XTube, Peeperz und GayTube besteht.
Im Oktober 2013 wurde erstmals der Dienst Pornhub Select gestartet, der es ermöglicht, Videos in Full HD zu sehen. Im selben Monat wurde mit PornIQ ein Algorithmus eingeführt, der das Such- und Wiedergabeverhalten des Nutzers analysiert und auf dessen Basis Videos empfiehlt und/oder empfohlene Playlists erstellt. Im August 2015 startete Pornhub das kostenpflichtige Abomodell Pornhub Premium, das es unter anderem ermöglicht, alle Videos werbefrei zu schauen. Zudem ermöglicht es den Zugriff auf die Sammlung von Pornhub Select mit Videos in Full HD. Ab Anfang 2016 wurde das Premium-Angebot auch auf VR-Technologien erweitert. Im Oktober 2017 gab der Vizepräsident Corey Price bekannt, dass die Website in Zukunft auch Künstliche Intelligenz und Maschinelles Sehen einsetzen werde, um Videos zu identifizieren und zu klassifizieren. Ein Scan der gesamten Medieneinträge sei für Anfang 2018 geplant.
Ende 2019 stellte der Zahlungsdienst PayPal Überweisungen an Pornhub-Darsteller ein, wovon rund 100.000 Darsteller betroffen sind. 2021 wurde bekannt, dass es sich beim Mehrheitseigentümer des Betreibers Mindgeek um den Österreicher Bernd Bergmair handelt. Im März 2023 wurde Mindgeek (mit Pornhub und den Schwester-Sites) vom kanadischen Private-Equity-Unternehmen Ethical Capital Partners übernommen und in Aylo umfirmiert.

### Einstufung als sehr große Internetplattform in der EU
Im Dezember 2023 stufte die EU-Kommission Pornhub als sehr große Internetplattform (VLOP,  „Very Large Online Platform“) ein, was nach dem Digital Services Act (DSA) unter anderem Verpflichtungen zu einfacherer Meldung illegaler Inhalte, verbessertem Jugendschutz und höherer Transparenz in Bezug auf ergriffene Maßnahmen und interne Prozesse auferlegt. August 2024 lieferte Pornhub den ersten, Februar 2025 den zweiten Transparenzreport nach DSA. 
Parallel dazu richtete Pornhub eine Informationsseite zum DSA ein, in dem Stand August 2024 mit 28,1 Millionen monatlichen Nutzern aus der EU der Schwellenwert von 45 Millionen Nutzern zur Einstufung als VLOP deutlich verfehlt wird. Im Juli 2024 reichte die Muttergesellschaft Aylo eine Klage gegen die Benennung als VLOP vor dem EuGH ein, nachdem dieselbe Klage kurz vorher vom Gericht der Europäischen Union abgewiesen wurde. Aylo begründete das mit der auferlegten Pflicht zur Preisgabe der Klarnamen von Werbetreibenden, was die Sicherheit von Sexarbeitenden auf der Plattform gefährden würde.  

## Angebot
Das Angebot reicht von Amateur-Darstellern bis zu professionellen Pornodarstellern und umfasst alle Formen der Sexualität und Erotik, die den Geschäftsbedingungen und den Datenschutzrichtlinien der Seite sowie dem Digital Millennium Copyright Act und 18 USC § 2257 entsprechen. Durch Nutzung eines Partnerprogramms können auch die Produzenten von Videos durch die Werbeeinnahmen Geld verdienen. Eine weitere Möglichkeit ist außerdem die Nutzung von Live-Cams mit einer zahlungspflichtigen Chatfunktion. Eine Registrierung auf der Seite ist dabei optional, wird aber für einige Community- und Kanalfunktionen benötigt.
Die Seite führt außerdem mehrere Blogs, wie einen für besondere Ereignisse und Empfehlungen auf der Seite und einen für Aktionen, Bekanntmachungen und Daten-Auswertungen. In einem sogenannten sexuellen Wellness Center werden außerdem Tipps für die Gesundheit, den Körper, Beziehungen und die Sexualität im Stil eines Lifestyle-Blogs gegeben.
Es ist möglich, die Inhalte am Computer, Smartphone oder anderen abspielfähigen Geräten wie dem Smart-TV oder der Spielkonsole wiederzugeben. Die Videos lassen sich außerdem mit einer VR-Brille (z. B. Google Cardboard oder PlayStation VR) als 360-Grad-Video betrachten, wofür einige Videos speziell optimiert wurden. Seit Januar 2020 ist das Angebot auch als Hidden Service abrufbar.

## Statistik und Nutzer
Im internationalen Alexa-Ranking belegt die Website Platz 46 (Dezember 2019). In Deutschland liegt sie auf Platz 17, in Österreich auf Platz 22 und in der Schweiz auf Platz 46. Sie wurde am 25. Mai 2007 gegründet und hatte im Januar 2018 durchschnittlich 64 Millionen Aufrufe am Tag. Das Durchschnittsalter aller Pornhub-Nutzer liegt bei 35,3 Jahren. Davon sind ca. drei Viertel der Nutzer männlich und ein Viertel weiblich. 60 % gehören zu der Generation Y. Ein Großteil der Nutzer (ca. 60 %) nutzt dabei mobile Endgeräte, knapp ein Drittel einen Computer und der Rest andere Geräte. Dabei greifen ältere Nutzer allerdings häufiger zu dem Computer, während jüngere häufiger mobile und andere Geräte nutzen. Vom 1. Januar 2019 bis Mitte Dezember 2019 wurde Pornhub 115 Millionen Mal pro Tag (im gesamten Zeitraum also 42 Milliarden Mal) aufgerufen. Pro Sekunde wurden in jenem Zeitraum von der Seite aus 209 Gigabyte an Filmen gestreamt. Pro Tag sind das 18.079 Terabyte. Die durchschnittliche Verweildauer der Nutzer betrug im Jahr 2019 knapp 10 Minuten und 30 Sekunden.

## Aktivitäten

### Pornhub Premium
Pornhub Premium ist ein kostenpflichtiges Abomodell von Pornhub, mit dem sich alle Videos werbefrei wiedergeben lassen und man Zugriff auf eine Sammlung von Videos in einer Full-HD-Auflösung (Pornhub Select) erhält. Der Dienst ist auf allen Endgeräten (einschließlich der angebotenen VR-Angebote) verfügbar. Gemeinden, deren Name im Englischen (und bei englischer Aussprache, die oft nicht mit der korrekten lokalen Aussprache übereinstimmt) einem sexuell konnotierten Begriff ähnlich ist, bezeichnet Pornhub als Premium Places und bietet dort seit 2018 für alle Bewohner einen kostenfreien Premium-Zugang an. Die Identifikation des Wohnortes erfolgt dabei durch eine auf der IP-Adresse basierende Standortermittlung (Geotargeting) oder kann durch Vorlage des Personalausweises oder eines adressierten Dokumentes nachgewiesen werden. Im deutschen Sprachraum betrifft dies die Gemeinden Petting, Weener und Titz in Deutschland, Bitsch in der Schweiz sowie das unmittelbar hinter der deutschen Grenze in Tschechien gelegene Horní Police. Pornhub Premium wurde zwischen März und April 2020 in mehreren Ländern anlässlich der COVID-19-Pandemie kostenlos angeboten.

### Wohltätigkeits- und Spendenaktionen
Ab 2012 organisierte das Unternehmen mehrere Veranstaltungen und Kampagnen. Die erste dieser Aktionen startete am 24. April 2012 unter dem Titel Boob Bus. Der Bus hielt an fünf verschiedenen Orten in New York City und bot Passantinnen kostenlose Brustuntersuchungen sowie Brustuntersuchungstechniken für zu Hause an, um auf Brustkrebs aufmerksam zu machen. Dabei belehrte und untersuchte der Chirurg Dr. David Shafer die Frauen und Pornodarstellerin Bree Olson trat als Cheerleaderin für das Event auf. Im Oktober wurde eine ähnliche Aktion unter dem Titel Save the Boobs! gestartet. Die Seite gab zudem an, für jedes dreißigste aufgerufene Video in der Kategorie Big Tit oder Small Tit im Oktober des Jahres einen Penny an die Susan G. Komen Foundation spenden zu wollen, die jedoch am 4. Oktober die Partnerschaft mit Pornhub zurückzog und weder Spenden erhalten noch mit dem Namen in Verbindung gebracht werden wollte. Pornhub rief allerdings weiterhin dazu auf, Spendengelder für die Hilfe bei und Aufmerksamkeit über Brustkrebs zu sammeln. Bis zum Ende des Monats kamen durch 74.146.928 Videoaufrufe 24.716 US-Dollar zusammen, die Pornhub auf 75.000 US-Dollar verdreifachte. Das Geld wurde an die Organisationen Eileen Stein Jacoby Fund und Cancer Sucks Inc. gespendet.
Am Tag des Baumes 2014 startete das Unternehmen die Kampagne Pornhub Gives America Wood, die vom 25. April bis zum 1. Mai 2014 dauerte. Für jeweils 100 Aufrufe in der Kategorie Big Dick sollte ein Baum gepflanzt werden.
Um auf die Verschmutzung der Ozeane aufmerksam zu machen, veröffentlichte Pornhub im Jahr 2019 ein Video auf YouTube mit dem Namen The Dirtiest Porn Ever. Das Video wurde an einem der verschmutztesten Strände der Karibik mit dem Darstellerpaar LeoLulu unter der Regie von Juan Gama de Cossío gedreht. Pro Klick spendet Pornhub einen Geldbetrag an die britische Organisation Ocean Polymers, die die Ozeane von Plastikmüll befreien will.

### Weitere Aktivitäten
- Pornhub Awards: Die Pornhub Awards sind ein Erotikpreis, der von der Plattform verliehen wird. Die ersten Pornhub Awards wurden am 6. September 2018 im Belasco Theatre in Los Angeles verliehen.[48] Hierbei stellte Kanye West erstmals seinen Song I Love It vor. Die zweiten Pornhub Awards fanden am 11. Oktober 2019 im Orpheum Theatre statt.[49]
- Musiklabel: Im September 2014 gründete das Unternehmen sein eigenes Musiklabel und kümmert sich unter dem Namen Pornhub Records um die Vermarktung von Musikproduzenten. Die Musik soll dabei nicht pornografisch, aber für ein erwachsenes Publikum und keine Teenager gedacht sein.[50][51]
- Weltraumprogramm: Im Juni 2015 gab Pornhub bekannt, dass sie die zwei Pornodarsteller Eva Lovia und Johnny Sins in den Weltraum schicken wollen, um die Auswirkungen von Sex im Weltraum zu untersuchen und den ersten Pornofilm im Weltraum zu drehen. Aus diesem Grund starteten sie eine Crowdfunding-Aktion auf der Plattform Indiegogo unter dem Projektnamen Pornhub Space Program (Sexploration), um 3,4 Millionen Euro für das Vorhaben zu sammeln. Je nach Betrag der Spende sollten die finanziellen Unterstützer dabei einzelne Dankesgeschenke erhalten.[52][53][54][55][56][57] Am 9. August 2015 endete die Crowdfunding-Kampagne ohne die angestrebte Summe zu erreichen und die Gelder wurden an die Geldgeber zurückgezahlt.[58]

- VPNhub: Ende Mai 2018 startete Pornhub einen eigenen Virtual-Private-Network-Dienst (kurz: VPN) mit dem Namen VPNhub. Das Angebot wurde durch Werbung finanziert und sollte den Nutzern Anonymität ermöglichen. Auf Android und iOS war der Dienst im Gegensatz zur Desktop-Version kostenlos. Außerdem gab es eine kostenpflichtige Premium-Version mit höherer Datengeschwindigkeit.[59]  Stand Januar 2025 ist dieser Service eingestellt.[60]

- Kryptowährung Titcoin: In Rahmen einer Video-Scherzaktion wurde im Mai 2014 Titcoin vorgestellt, ein fiktiver Ableger der Kryptowährung Bitcoin. Diese Währung wurde jedoch schon nach kurzer Zeit durch Edward Mansfield, Richard Allen und einen Unbekannten in die Realität umgesetzt. Bei der Marketingaktion sollten Nutzer Bilder der Brüste einer Frau mit einem Smartphone aufnehmen und mittels einer sogenannten Titcoin-App ein Guthaben erhalten. Im Gegenzug sollten die Nutzer Premium-Funktionen mit entsprechenden Zugängen auf Pornhub erhalten, während die Frau von Rabatten oder kostenlosen Dienstleistungen profitieren sollte. Die erstellten Aufnahmen stünden später für alle Pornhub-Nutzer in einer Amateur-Galerie zur Verfügung.[61][62]

- Online-Kasino: Am 1. Februar 2016 startete der Anbieter ein Online-Kasino, welches von den Unternehmen Betsoft, Endorphina und 1×2 Gaming Software betrieben wird.[63]
- Im Februar 2015 gab Pornhub bekannt, dass man künftig durch einen Activity Tracker, eine sogenannte Wankband, die Energie der Masturbation mittels kinetischer Energie und einem elektrischen Generator dazu nutzen will, die benötigte Unterhaltungselektronik aufzuladen.[64]

## Kritik und Kontroversen

### Jugendschutz
Politiker und Eltern fordern einen stärkeren Jugendschutz der Seite, der zum Beispiel durch technische Maßnahmen des Internetanbieters erfolgen soll. So war die Website von September 2016 bis zum April 2017 in Russland gesperrt und konnte dort nur noch mit einer Verifizierung durch die Telefonnummer oder den Personalausweis aufgerufen werden.
Im Streit um die Umsetzung einer verpflichtenden Altersverifikation schaltete Pornhub (und mit ihm verbundene Websites) den Zugang für Nutzer in Frankreich am 4. Juni 2025 ab. Aylo wies auf die datenschutzrechtlichen Risiken der Regelung hin und schlug stattdessen eine Altersverifikationslösung auf Endgeräte-Ebene vor. Die Selbstsperrung in Frankreich wurde im selben Monat wieder beendet, nachdem ein Gericht die Umsetzung der Altersverifikationsmaßnahmen ausgesetzt und das Verfahren an den EuGH übergeben hatte.
2025 stellte die EU-Kommission fest, dass Pornhub als sehr große Internetplattform unzureichende Mittel zur Altersverifikation einsetze und leitete ein Verfahren gegen die Plattform ein.

### Legalität und Urheberrechtsverletzungen
Das Hochladen von Inhalten, die Urheberrechte oder andere Landesgesetze verletzen, stellt einen Verstoß gegen die Nutzungsbedingungen dar. Nutzer können solche Inhalte melden; die Inhalte werden dann vom Anbieter entfernt. Mitte 2017 gab der Europäische Gerichtshof bekannt, dass Streaming in Europa rechtswidrig ist, sofern die Inhalte eindeutig als gesetzeswidrig zu erkennen sind, es also klar ist, ob Urheberrechtsverletzungen vorliegen oder nicht.

### Sicherheit
Die Seite geriet für unseriöse Werbung in Kritik und wegen der potenziellen Gefahr, auf Malware weiterzuleiten (Malvertising). Über ein Jahr, bis zum Oktober 2017, blieb so eine Lücke unentdeckt und betraf damit Millionen von Nutzern. Dabei wurden durch ein Werbenetzwerk auf der Pornoseite Anzeigen geschaltet, die User zur Installation von Schadsoftware bewegen sollten, die als ein angebliches Browser-Update getarnt war. Zum Schutz haben die Betreiber die Seite bereits Anfang 2017 auf das Netzwerkprotokoll Hypertext Transfer Protocol Secure (https) umgestellt. Um DDoS-Attacken entgegenzuwirken, nutzt die Seite außerdem mehrere DNS-Dienste. Im Mai führte die Seite ein sogenanntes Bug-Bounties-Programm ein, in welchem Hacker für das Finden von Sicherheitslücken Belohnungen und Zugriff auf das Premium-Angebot erhalten können. Die Preisspanne reicht dabei von 50 bis 25.000 US-Dollar pro Lücke.

### Missbrauch Minderjähriger und Gewalt
Im Dezember 2020 erhob die New York Times schwere Vorwürfe gegen Pornhub: Der Journalist Nicholas Kristof schreibt, die Plattform Pornhub sei „überschwemmt von Vergewaltigungsvideos. Sie macht die Vergewaltigung von Kindern, Rache-Pornographie, versteckt aufgenommene Videos von Frauen unter der Dusche, rassistische und frauenfeindliche Inhalte und Bilder von Frauen, denen mit Plastiktüten die Luft genommen wird, zu Geld.“ Eine Stichwortsuche nach minderjährigen Mädchen unter 18 oder 14 Jahren habe zu mehr als 100.000 Treffern geführt, Sexualisierte Gewalt gegenüber Minderjährigen sei zwar nicht unter all diesen Treffern zu finden, bei zu vielen allerdings schon. Pornhub wies die Vorwürfe von sich. Ähnliche Vorwürfe waren bereits früher von der Anti-Menschenhandel-Organisation Exodus Cry erhoben worden, die eine Petition zur Schließung der Plattform gestartet hatte. Die Petition wurde von über 300 Organisationen unterstützt, die gegen Menschenhandel vorgehen, und zählte über eine Million Unterschriften.
Das Kreditkartenunternehmen Mastercard kündigte an, die Vorwürfe zu überprüfen und gegebenenfalls keine Überweisungen mehr zu tätigen, und erklärte später, man habe die Banken, die zwischen Kreditkartenfirmen und Webseiten vermitteln, angewiesen, den Einsatz von Mastercard-Karten für Bezahlungen bei Pornhub zu blockieren. Auch Visa kündigte eine Untersuchung mit den „relevanten Finanz-Institutionen“ an, man wolle gegen „illegale Aktivität“ im eigenen Kundennetzwerk vorgehen. American Express verbietet schon seit langem den Einsatz seiner Karten für Porno-Webseiten. Pornhub bezeichnete die Entscheidungen von Mastercard und Visa als „extrem enttäuschend“ und „schrecklich für die hunderttausenden Models, die auf unsere Plattform als Einnahmequelle zählen“. Die Firma kündigte die Entfernung aller Videos an, „die nicht von offiziellen Inhaltspartnern oder Mitgliedern seines Modellprogramms hochgeladen wurden“. Davon ist ein erheblicher Teil der Videos betroffen. Im Juli 2022 wurde eine Klage gegen Visa, glaubhaft von der Finanzierung der Webseite durch Sexvideos mit Kindern gewusst zu haben, von einem kalifornischen Bundesbezirksgericht als Fall „Serena Fleistes v. Mindgeek“ zugelassen. Im August 2022 wurde bekannt, dass Visa und Mastercard die Zahlungen für Werbung für die Webseite aussetzten.
Im Frühjahr 2021 erstellte Pornhub einen „Transparenzbericht“ und gab darin an, 653.465 Inhalte gelöscht zu haben, die gegen Nutzungsbedingungen verstoßen hätten. Der Journalist Sebastian Meineck kritisierte den Bericht als wenig aussagekräftig. Das Problem sexualisierter Gewalt gehe darin komplett unter, außerdem habe man rund zehn Millionen Ende 2020 von Pornhub gelöschte Videos darin gar nicht erwähnt.  Im Sommer 2021 reichten 34 zum Teil selbst von Darstellungen sexualisierter Gewalt bei Pornhub betroffene Frauen bei einem Gericht in Kalifornien in den USA eine Klage wegen Aufnahmen von Vergewaltigungen und anderen Formen sexueller Gewalt gegen die Plattform ein. Sie warfen dem Mutterhaus MindGeek vor, mit Pornhub einen Marktplatz für Kinderpornos und „jede andere Form“ von nicht einvernehmlichem Sex geschaffen zu haben, und forderten Schadenersatz. Pornhub sei vermutlich „das größte nicht behördliche Lager von Kinderpornografie in Nordamerika und weit darüber hinaus“.
Das soziale Netzwerk Instagram entfernte im September 2022 das offizielle Konto von Pornhub mit der Begründung, dass gegen Community-Richtlinien verstoßen worden sei.